# 2001-es Formula–1 európai nagydíj
Az európai nagydíj volt a 2001-es Formula–1 világbajnokság kilencedik futama.

## Futam
|      | Rsz. | Versenyző             | Csapat           | Körök | Idő/Kiesések  | Start | Pontok |
| ---- | ---- | --------------------- | ---------------- | ----- | ------------- | ----- | ------ |
| 1    | 1    | Michael Schumacher    | Ferrari          | 67    | 1:29:42.724   | 1     | 10     |
| 2    | 6    | Juan Pablo Montoya    | Williams-BMW     | 67    | +4.127        | 3     | 6      |
| 3    | 4    | David Coulthard       | McLaren-Mercedes | 67    | +24.993       | 5     | 4      |
| 4    | 5    | Ralf Schumacher       | Williams-BMW     | 67    | +33.345       | 2     | 3      |
| 5    | 2    | Rubens Barrichello    | Ferrari          | 67    | +45.495       | 4     | 2      |
| 6    | 3    | Mika Häkkinen         | McLaren-Mercedes | 67    | +1:04.868     | 6     | 1      |
| 7    | 18   | Eddie Irvine          | Jaguar-Cosworth  | 67    | +1:06.198     | 12    |        |
| 8    | 19   | Pedro de la Rosa      | Jaguar-Cosworth  | 66    | +1 Kör        | 16    |        |
| 9    | 10   | Jacques Villeneuve    | BAR-Honda        | 66    | +1 Kör        | 11    |        |
| 10   | 17   | Kimi Räikkönen        | Sauber-Petronas  | 66    | +1 Kör        | 9     |        |
| 11   | 7    | Giancarlo Fisichella  | Benetton-Renault | 66    | +1 Kör        | 15    |        |
| 12   | 23   | Luciano Burti         | Prost-Acer       | 65    | +2 Kör        | 17    |        |
| 13   | 8    | Jenson Button         | Benetton-Renault | 65    | +2 Kör        | 20    |        |
| 14   | 21   | Fernando Alonso       | Minardi-European | 65    | +2 Kör        | 21    |        |
| 15   | 22   | Jean Alesi            | Prost-Acer       | 64    | Kicsúszás     | 14    |        |
| Kie. | 14   | Jos Verstappen        | Arrows-Asiatech  | 58    | Motorhiba     | 19    |        |
| Kie. | 16   | Nick Heidfeld         | Sauber-Petronas  | 54    | Kardántengely | 10    |        |
| Kie. | 11   | Heinz-Harald Frentzen | Jordan-Honda     | 48    | Kicsúszás     | 8     |        |
| Kie. | 12   | Jarno Trulli          | Jordan-Honda     | 44    | Erőátvitel    | 7     |        |
| Kie. | 15   | Enrique Bernoldi      | Arrows-Asiatech  | 29    | Váltó         | 18    |        |
| Kie. | 9    | Olivier Panis         | BAR-Honda        | 23    | Elektronika   | 13    |        |
| Kie. | 20   | Tarso Marques         | Minardi-European | 7     | Elektronika   | 22    |        |

## A világbajnokság élmezőnyének állása a verseny után
| H  | Versenyzők         | Pont | H  | Konstruktőrök    | Pont |
| -- | ------------------ | ---- | -- | ---------------- | ---- |
| 1. | Michael Schumacher | 68   | 1. | Ferrari          | 94   |
| 2. | David Coulthard    | 44   | 2. | McLaren-Mercedes | 53   |
| 3. | Rubens Barrichello | 26   | 3. | Williams-BMW     | 37   |
| 4. | Ralf Schumacher    | 25   | 4. | Sauber-Petronas  | 15   |
| 5. | Juan Pablo Montoya | 12   | 5. | Jordan-Honda     | 13   |

## Statisztikák
Vezető helyen:
- Michael Schumacher: 66 (1-28 / 30-67)
- Juan Pablo Montoya: 1 (29)

Michael Schumacher 49. győzelme, 39. pole-pozíciója, Juan Pablo Montoya 1. leggyorsabb köre.
- Ferrari 140. győzelme.